# Monte Tino
Il monte Tino (1923 m s.l.m.), detto anche Serra di Celano, è una montagna dell'Appennino abruzzese, appartenente al gruppo montuoso Sirente-Velino, situato nel comune di Celano, in provincia dell'Aquila, in Abruzzo. Incluso nel parco naturale regionale Sirente-Velino è indicato tra i siti di interesse comunitario dell'Abruzzo unitamente alle gole di Celano e alla val d'Arano di Ovindoli.

## Storia

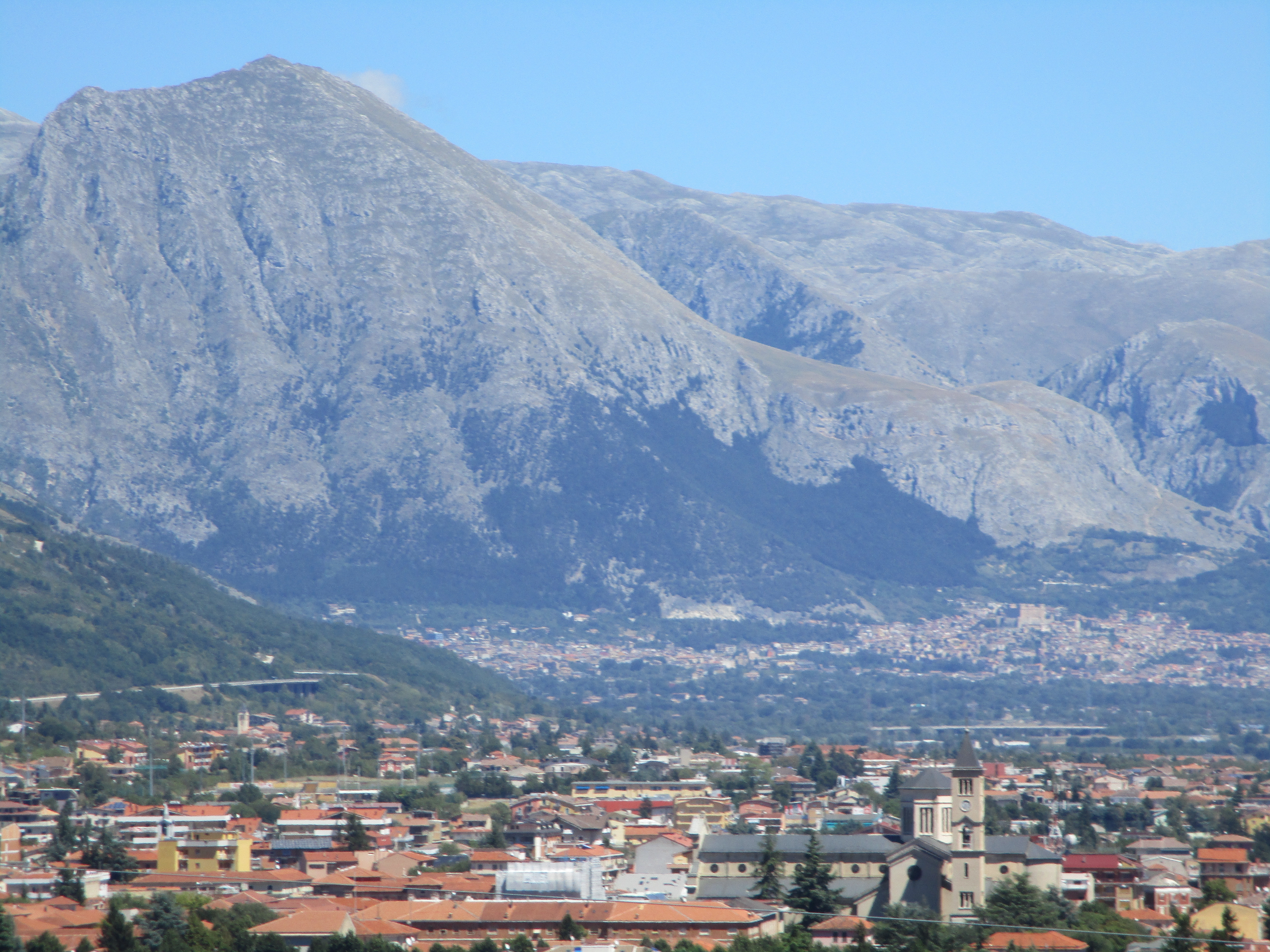
Il monte Tino visto da Avezzano

A mezza costa sul monte Tino a 1835 m s.l.m. si trovano le tracce del nucleo originario di Celano. Sorto durante l'incastellamento medievale, nei pressi di un preesistente ocres di epoca antica, era noto con il nome di "Serra", toponimo derivante dalla funzione militare del castello-recinto di sbarramento, risalente al XII secolo.
Il centro fortificato era dotato di torri, di cui la più grande era la torre sul Telle, dal nome di un contrafforte roccioso. Il nucleo primordiale, abitato da circa 1 500 persone, fu distrutto nel 1223 da Federico II di Svevia in lotta con il conte Tommaso da Celano per la conquista del potere nella contea di Celano. La piccola grotta di Sant'Agata rappresenta un residuo del culto della santa a cui era dedicata una chiesa che si trovava dentro la città fortificata, insieme a quella scomparsa di san Bartolomeo.
La pineta fu impiantata dai prigionieri austro-ungarici della prima guerra mondiale detenuti nel campo di concentramento di Avezzano. Una croce in ferro fu installata la prima volta nel 1934 e reinstallata nel 1978 sul colle San Vittorino dove si trovano i resti della città fortificata.

## Descrizione
Incluso nel gruppo montuoso del Sirente-Velino, il monte Tino fa parte del sottogruppo del monte Sirente, raggiungendo un'altitudine di 1923 m s.l.m. e sviluppandosi in direzione est-ovest. Il crinale settentrionale forma la serra dei Curti. Fra il monte Tino e il monte Sirente si trovano le gole di Celano, note anche come "gole di Aielli-Celano". Più ad ovest sono situati il monte Faito (1704 m s.l.m.) e il Pizzo di Ovindoli (1504 m s.l.m.). Uno dei sentieri conduce all'anello della val d'Arano, all'imbocco dell'altopiano delle Rocche.
La montagna è inclusa nell'area protetta del parco naturale regionale Sirente-Velino istituito nel 1989; nel 2005 è stata indicata tra i siti di interesse comunitario dell'Abruzzo, unitamente alle gole di Celano e alla val d'Arano di Ovindoli all'imbocco dell'altopiano delle Rocche.

### Visuale dalla vetta
Dalla vetta del monte Tino è possibile ammirare la sottostante città di Celano dominata dal castello Piccolomini, la piana del Fucino e la città di Avezzano, il monte Velino, la Maiella, le cime che circondano l'altopiano delle Rocche e il Gran Sasso d'Italia e in lontananza oltre il Fucino e i piani Palentini, i monti Carseolani, i monti Cantari e i monti Ernici, e a sud-ovest la Serra Lunga e parte dei monti Marsicani.

## Cartografia
- Rete sentieristica del Parco naturale regionale Sirente-Velino, consultabile on line
- Cartografia ufficiale italiana dell'Istituto Geografico Militare (IGM) in scala 1:25.000 e 1:100.000, consultabile on line